# Erica Mazzetti
Erica Mazzetti (Prato, 31 maggio 1977) è una politica italiana.

## Biografia
Geometra, sviluppa la sua attività professionale a Prato. 
Militante da sempre in Forza Italia, alle elezioni politiche del 2008 viene candidata alla Camera dei Deputati nelle liste del Popolo della Libertà, ma non è eletta.
Alle elezioni comunali del 2009 è candidata a sindaco di Vernio, il suo comune d'origine, dove era già stata consigliere comunale a partire dal 2004. Ottiene il 38,11% ed è sconfitta dal candidato di centrosinistra Paolo Cecconi (61,89%), è riconfermata comunque in consiglio comunale.
Alle coeve elezioni amministrative del 2009 è candidata consigliere della provincia di Prato nel collegio di Vernio sempre per il PdL: ottiene il 27,15% e non è eletta. 
Nel 2013, dopo la dissoluzione del PdL, aderisce alla ricostituita Forza Italia, di cui ricopre incarichi dirigenziali a livello locale.
Alle elezioni politiche del 2018 è eletta deputata per Forza Italia nel collegio plurinominale Toscana - 01. Membro della VIII Commissione Ambiente, territori e lavori pubblici dal 2018, si specializza su questi temi: infrastrutture, ciclo dei rifiuti, ambiente, edilizia ed energia, con particolare attenzione anche al nucleare. Nella prima esperienza parlamentare è relatrice di maggioranza del nuovo codice degli appalti.
Alle elezioni politiche del 2022 viene rieletta deputata nel collegio uninominale Toscana - 06 (Prato) per il centrodestra (in quota FI) con il 40,24% dei voti, superando Tommaso Nannicini del centrosinistra (33,59%) e Chiara Bartalini del Movimento 5 Stelle (10,61%).
In Forza Italia ricopre l'incarico di Responsabile Nazionale del Dipartimento Lavori Pubblici.